# Мятлик торфяной
Мятлик торфяной (лат. Poa turfosa)  — вид травянистых растений рода Мятлик (Poa) семейства Злаки (Poaceae). По данным The Plant List на 2014 год, является синонимом действительного названия Poa pratensis L.
Используется как кормовое растение.

## Ботаническое описание
Многолетнее травянистое растение высотой 10—80 см, образующее рыхлые дерновины. Корневища тонкие, ползучие. Стебли одиночные, голые, сплюснутые в нижней части. Листья прикорневые, узкие, плоские или вдвое сложенные, притупленные, со стянутой макушкой, шириной 1—5 мм; влагалища листьев сплюснутые. Лигулы длиной 1—3 мм.
Соцветие  — рыхлая пиримидальная метёлка до 10 см длиной; веточки метёлки гладкие, иногда с шипиками. Колоски ланцетовидные, длиной 3,5—6 мм, содержат от 2 до 5 цветков. Колосковые чешуи ланцетовидные, длиной 2,5—3 мм, по килю шершавые. Нижняя
цветковые чешуи яйцевидно-ланцетные, тёмно-красные, с 5 мелкореснитчатыми жилками. Пучок волосков на каллусе хорошо развит. Апомикт. Цветёт с июня по август. Апомикт.

## Экология и распространение
Обитает на торфяных болотах и в лесном поясе гор.
Встречается в лесной зоне европейской части бывшего СССР и в Западной Сибири.